# Дальнє (Кабардино-Балкарія)
Дальнє (рос. Дальнее) — село у Прохладненському районі Кабардино-Балкарії Російської Федерації.
Орган місцевого самоврядування — сільське поселення Дальнє. Населення становить 750 осіб.

## Історія
Згідно із законом від 27 лютого 2005 року органом місцевого самоврядування є сільське поселення Дальнє.

## Населення
| 1970 | 1989 | 2002 | 2010 |
| ---- | ---- | ---- | ---- |
| 633  | ↗712 | ↘702 | ↗750 |